# Wodzisław Śląski
Wodzisław Śląski este un oraș în Voievodatul Silezia din Polonia. Are o populație de 51.835 locuitori (2002) și o suprafață de 49,62 km².